# Goldmaskenkolibri
Der Goldmaskenkolibri oder Kapuzenkolibri (Augastes lumachella) ist eine Vogelart aus der Familie der Kolibris (Trochilidae). Diese endemische Art kommt nur im südamerikanischen Land Brasilien vor. Der Bestand wird von der IUCN als „potenziell gefährdet“ (near threatened) eingestuft.

## Merkmale

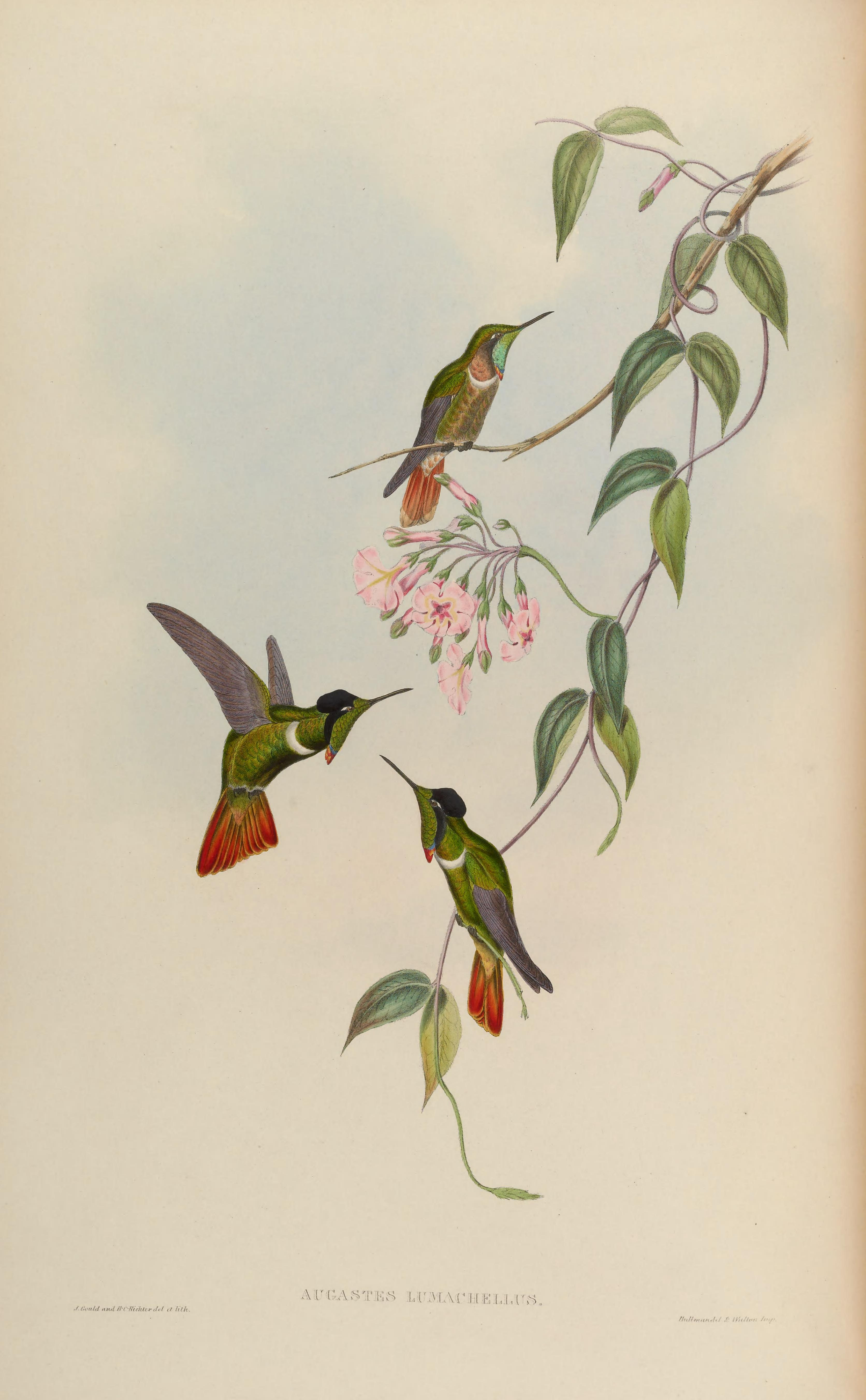
Goldmaskenkolibris
(Lithografie von Henry Constantine Richter (1821–1902) nach einer Zeichnung von John Gould (1804–1881))

Der männliche Goldmaskenkolibri erreicht eine Körperlänge von etwa 10,1 cm, während das Weibchen nur ca. 8,9 cm groß wird. Dabei haben beide Geschlechter ein Gewicht von ca. 4 Gramm. Der gerade schwarze Schnabel wird bis zu 19,2 mm lang. Das Männchen hat eine glänzende goldgrüne Stirn und Kehle, wobei die Kehle eine goldenrote Verlängerung hat, die am Ansatz weinrot ist. Der kappenartige Oberkopf ist samtschwarz mit einem bläulichen Ton. An den Halsseiten ist er samtschwarz. Die Ober- und Unterseite sowie die Flügeldecken glänzen bronzegoldgrün. Zwischen der Kehle und der Brust ist das Untergefieder weiß. Die Flügel sind schwarzpurpurn und die Unterschwanzdecken rotgold. Der Schwanz funkelt dunkelkupferrot. Die Oberschwanzdecken sind blaugrün. Die Füße sind schwarz. Das Weibchen ähnelt dem Männchen im Aussehen, ist aber etwas blasser gefärbt. Der Oberkopf ist schwärzlich-blaugrün und die Halsseiten braun. In die Unterseite und den Unterschwanz mischen sich graue Farbtöne. Die Schwanzfedern sind goldrot, wobei die äußeren Steuerfedern eine graue Färbung aufweisen.

## Verbreitung und Lebensraum

Verbreitungsgebiet (grün) des Goldmaskenkolibris

Der Goldmaskenkolibri lebt in den zentralen Hochgebirgen der Serra do Sincorá des brasilianischen Bundesstaates Bahia. Hier findet man ihn immer in Höhen zwischen 950 und 1600 Metern, in Felsenregionen, die mit Kakteen und niedrigen Sträuchern bewachsen sind.

## Verhalten

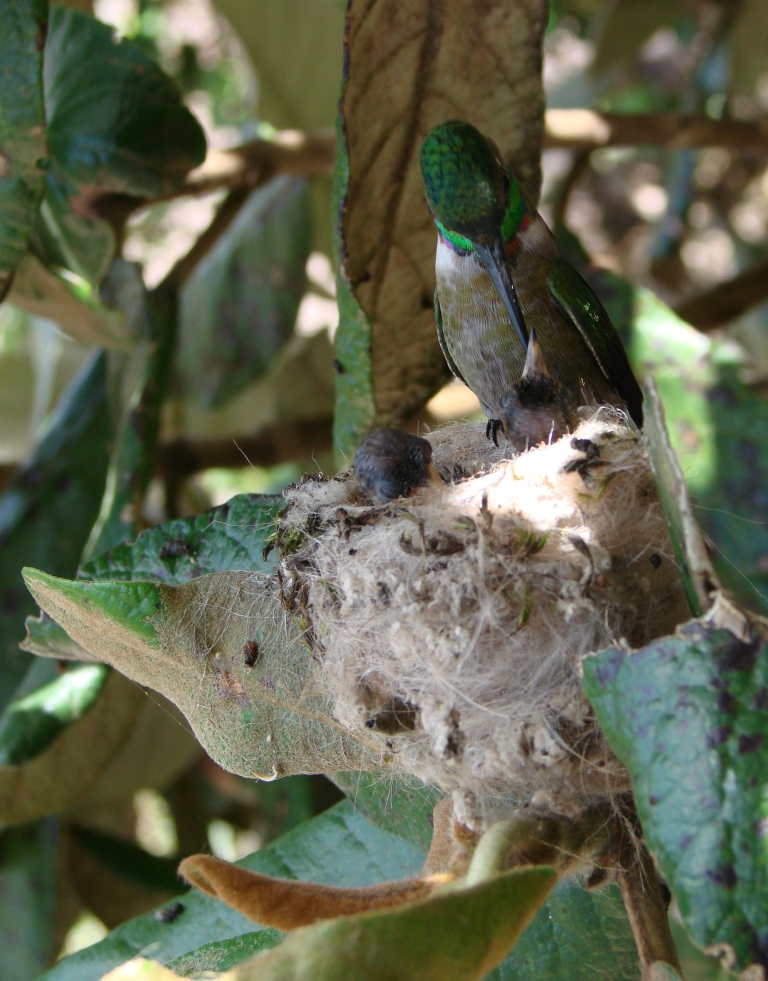
Goldmaskenkolibri am Nest

Der Goldmaskenkolibri fliegt in Höhen von etwa 50 bis 100 cm. Auch das Nest baut er nur 60 bis 100 cm über dem Boden. Es wird sehr offen napfförmig in Astgabeln gebaut. Zum Bau verwendet er Flugsamen von Bromelien und Korbblütlern, zusätzlich den watteartigen Kakteenfilz und einige Blattstücke, die mit Spinnenfäden und Moos verkleidet werden. Das Nest wirkt gelblichgrau bis grau.

## Etymologie und Forschungsgeschichte
René Primevère Lesson beschrieb den Goldmaskenkolibri unter dem Namen Ornismya lumachella. Als Fundort gab er den Bundesstaat Bahia in Brasilien an. Das Typusexemplar stammt aus der Sammlung von Charles Parzudaki (1806–1889). Es war John Gould, der ihn in seiner Lieferung 1 seiner Kolibritafeln 1849 in die neue Gattung Augastes einordnete. Dieser Name ist griechischen Ursprungs und leitet sich von αὐγαστηής, αὐγή augastēs, augē für „Lichtgeber, Radiant, Sonnenlicht“ ab. Lumachella bezieht sich auf einen ammolitfarbenen Marmor aus versteinerten Muscheln und Schnecken, der in Italien und Österreich gefunden wird. Das italienische lumaca bedeutet „Muschel“, was sich wiederum vom lateinischen limaceus, limax für „Wegschnecke“ ableitet.

## Wiederentdeckung
1957 besuchten Augusto Ruschi und der französische Ornithologe Jacques Berlioz das Natural History Museum in London, wo sich 14 Bälge von Augastes lumachella befanden. Sie stellten fest, dass die Art seit einem halben Jahrhundert nicht mehr gesammelt worden war. Während Berlioz schlussfolgerte, dass die Art ausgestorben sei, war Ruschi nicht davon überzeugt. Im American Museum of Natural History fand er einen Balg mit der Ortsangabe Morro do Chapeú in Brasilien. In Brasilien gab es drei Städte mit diesem Namen. 1961 beschloss Ruschi, diejenige zu besuchen, die am Fuß eines gleichnamigen Berges liegt. Nach acht erfolglosen Tagen wollte er aufgeben, dann gelang ihm die Wiederentdeckung der Art in einer fast 200 Meter tiefen Schlucht am Wasserfall Chachoeira do Ferro Doido. Er verlängerte seinen Aufenthalt um zwei Tage und sammelte 24 Männchen und Weibchen des für ausgestorben gehaltenen Vogels.